# Maria Nikolajevna af Rusland (1819-1876)
| Stort våbenskjold for Maria |  | Stort våbenskjold for Maria |
| Stort våbenskjold for Maria |  | Lille våbenskjold           |

Storhertuginde Maria Nikolajevna af Rusland (russisk: Мария Николаевна Романовa tr. Marija Nikolajevna Romanova ; født 18. august 1819, død 21. februar 1876) var datter af zar Nikolaj 1. og søster til zar Aleksandr 2. I 1839 blev hun gift med Maximilian af Leuchtenberg. Hun var kendt som kunstsamler og var præsident for Det kejserlige kunstakademi i Sankt Petersborg.